# Epactoides mananarae
Epactoides mananarae là một loài bọ cánh cứng trong họ Bọ hung (Scarabaeidae).